# Aechmea anomala
Espèce
Classification phylogénétique
Synonymes
- Platyaechmea anomala (L.B.Sm.) L.B.Sm. & W.J.Kress

Aechmea anomala est une espèce de plantes à fleurs de la famille des Bromeliaceae qui se rencontre en Colombie et au Pérou.

## Synonymes
- Platyaechmea anomala (L.B.Sm.) L.B.Sm. & W.J.Kress[2].